# Lucio Alfert
Ludger „Lucio“ Alfert OMI (* 18. November 1941 in Heek, Münsterland) ist ein deutscher Ordensgeistlicher und emeritierter römisch-katholischer Apostolischer Vikar von Pilcomayo in Paraguay.

## Leben
Ludger Alfert, eines von acht Kindern einer Familie aus dem Münsterland, absolvierte nach dem Oblaten-Internat Gymnasium Mariengarden in Burlo 1964 das Abitur auf dem Gymnasium Remigianum in Borken und trat sein Noviziat bei den Missions-Oblaten der Unbefleckten Jungfrau Maria (Oblati Mariae Immaculatae) im Kloster Maria Engelport an. Er studierte Theologie und Philosophie an der Ordenshochschule der Hünfelder Oblaten und in Fulda. Er legte am 17. Februar 1972 in der Ordensgemeinschaft der Oblaten seine Gelübde ab. Am 15. April 1972 empfing er die Priesterweihe und war seitdem als Missionar in Paraguay tätig.
Am 24. Januar 1986 wurde er zum Apostolischen Vikar von Pilcomayo und zum Titularbischof von Tubyza ernannt. Die Bischofsweihe empfing er am 21. Mai 1986 durch den Bischof von La Rioja Bernhard Heinrich Witte OMI; Mitkonsekratoren waren der Bischof von Benjamín Aceval Mario Melanio Medina Salinas und der Bischof von San Juan Bautista de las Misiones Carlos Milcíades Villalba Aquino. Alfert war Vorsitzender der pastoralen Indianer-Kommission (Coordinación Nacional de Pastoral Indígena) der paraguayischen Bischofskonferenz.
Am 18. November 2022 nahm Papst Franziskus sein altersbedingtes Rücktrittsgesuch an.